# 克吕茨
克吕茨（德語：Klütz，發音：[ˈklyːts] ⓘ）是德国梅克伦堡-前波美拉尼亚州西北梅克伦堡县的城市，面积44.41平方千米，2023年12月31日人口为3,128人。